# گمینا ایزبیتسا کویاوسکا
گمینا ایزبیتسا کویاوسکا (به لهستانی:  Gmina Izbica Kujawska) یک گمینا در لهستان است که در شهرستان ووتس‌واوک واقع شده‌است. گمینا ایزبیتسا کویاوسکا ۱۳۲٫۰۵ کیلومتر مربع مساحت و ۸٬۰۰۸ نفر جمعیت دارد.